# إديسون أميس
إديسون أميس هو لاعب كرة قدم إندونيسي، ولد في 28 مايو 1985 في ميروكي في إندونيسيا. لعب مع برسيبورا جايابورا.

## وصلات خارجية
- إديسون أميس على موقع قاعدة بيانات كرة القدم.إي يو (الإنجليزية)
- إديسون أميس على موقع Soccerway.com (الإنجليزية)
- إديسون أميس على موقع عالم كرة القدم.نت (الإنجليزية)